# 第59回ダヴィッド・ディ・ドナテッロ賞
第59回ダヴィッド・ディ・ドナテッロ賞（だい59かいダヴィッド・ディ・ドナテッロしょう）の授賞式は、2014年6月10日にローマで行われた。
ノミネートは2014年5月12日に発表された。『人間の値打ち』が最多19件のノミネートを獲得し、次いで18件のノミネートを獲得した『グレート・ビューティー／追憶のローマ』が最多9部門で受賞した。

## 受賞とノミネート一覧
太字が受賞者。

### 作品賞
- 人間の値打ち Il capitale umano（監督：パオロ・ヴィルズィ）
- グレート・ビューティー／追憶のローマ La grande bellezza（監督：パオロ・ソレンティーノ）
- マフィアは夏にしか殺らない La mafia uccide solo d'estate（監督：ピエルフランチェスコ・ディリベルト）
- 幸せの椅子 La sedia della felicità[1]（監督：カルロ・マッツァクラーティ）
- いつだってやめられる　7人の危ない教授たち[2] Smetto quando voglio（監督：シドニー・シビリア）

### 監督賞
- パオロ・ソレンティーノ（『グレート・ビューティー／追憶のローマ』）
- カルロ・マッツァクラーティ（『幸せの椅子』）
- フェルザン・オズペテク（『カプチーノはお熱いうちに』）
- エットレ・スコラ（『フェデリコという不思議な存在』[3]）
- パオロ・ヴィルズィ（『人間の値打ち』）

### 新人監督賞
- ピエルフランチェスコ・ディリベルト （『マフィアは夏にしか殺らない』）
- ヴァレリア・ゴリーノ（『ミエーレ』[3]）
- ファビオ・グラッサドニア、アントニオ・ピアッツァ（『狼は暗闇の天使』[4]）
- マッテオ・オレオット（『Zoran, il mio nipote scemo』）
- シドニー・シビリア（『いつだってやめられる　7人の危ない教授たち』）

### 脚本賞
- フランチェスコ・ピッコロ、フランチェスコ・ブルーニ、パオロ・ヴィルズィ（『人間の値打ち』）
- パオロ・ソレンティーノ、ウンベルト・コンタレッロ（『グレート・ビューティー／追憶のローマ』）
- ミケーレ・アストリ、ピエルフランチェスコ・ディリベルト、マルコ・マルターニ（『マフィアは夏にしか殺らない』）
- フランチェスコ・マルチャーノ、ヴァレリア・サンテッラ、ヴァレリア・ゴリーノ（『ミエーレ』）
- ヴァレリオ・アッタナジオ、アンドレア・ガレッロ、シドニー・シビリア（『いつだってやめられる　7人の危ない教授たち』）

### プロデューサー賞
- ニコラ・ジュリアーノ、フランチェスカ・チーマ（Indigo Film）（『グレート・ビューティー／追憶のローマ』）
- ファブリツィオ・ドンヴィート、ベネデット・ハビブ、マコ・コーエン（Indiana Production）、フィリップ・ゴンペル、ビルギット・ケムナー（Manny Films）、Rai Cinema、Motorino Amaranto（『人間の値打ち』）
- マリオ・ジャナーニ、ロレンツィオ・ミエーリ（Wildeside）、Rai Cinema（『マフィアは夏にしか殺らない』）
- リッカルド・スカマルチョ、ヴィオラ・プレスティエーリ（Buena Onda Film）、Rai Cinema（『ミエーレ』）
- マッシモ・クリスタルディ、ファブリツィオ・モスカ（『狼は暗闇の天使』）
- ドメニコ・プロカッチ、マッテオ・ロヴェーレ、Rai Cinema（『いつだってやめられる　7人の危ない教授たち』）

### 主演女優賞
- ヴァレリア・ブルーニ・テデスキ（『人間の値打ち』）
- パオラ・コルテッレージ（『Sotto una buona stella』）
- サブリナ・フェリッリ（『グレート・ビューティー／追憶のローマ』）
- カシア・スムトゥニアク（『カプチーノはお熱いうちに』）
- ジャスミン・トリンカ（『ミエーレ』）

### 主演男優賞
- トニ・セルヴィッロ（『グレート・ビューティー／追憶のローマ』）
- ジュゼッペ・バティストン（『Zoran, il mio nipote scemo』）
- ファブリツィオ・ベンティヴォリオ（『人間の値打ち』）
- カルロ・チェッキ（『ミエーレ』）
- エドアルド・レオ（『いつだってやめられる　7人の危ない教授たち』）

### 助演女優賞
- ヴァレリア・ゴリーノ（『人間の値打ち』）
- クラウディア・ジェリーニ（『Tutta colpa di Freud』）
- パオラ・ミナッチョーニ（『カプチーノはお熱いうちに』）
- ガラテア・ランツィ（『グレート・ビューティー／追憶のローマ』）
- ミレーナ・ヴコティッチ（『幸せの椅子』）

### 助演男優賞
- ファブリツィオ・ジフーニ（『人間の値打ち』）
- ヴァレリオ・アプレア（『いつだってやめられる　7人の危ない教授たち』）
- ジュゼッペ・バッティストン（『幸せの椅子』）
- リベロ・デ・リエンツォ（『いつだってやめられる　7人の危ない教授たち』）
- ステファノ・フレージ（『いつだってやめられる　7人の危ない教授たち』）
- カルロ・ヴェルドーネ（『グレート・ビューティー／追憶のローマ』）

### 撮影監督賞
- ルカ・ビガッツィ（『グレート・ビューティー／追憶のローマ』）
- ジェローム・アルメーラ（『人間の値打ち』）
- ダニエーレ・チプリ（『狼は暗闇の天使』）
- ジャン・フィリッポ・コルティチェッリ（『カプチーノはお熱いうちに』）
- ポハールノク・ゲルゲイ（『ミエーレ』）

### 作曲賞
- ピヴィオ＆アルド・デ・スカルツィ（『僕はナポリタン』[5]）
- パスクァーレ・カタラーノ（『カプチーノはお熱いうちに』）
- レレ・マルキテッリ（『グレート・ビューティー／追憶のローマ』）
- ウンベルト・シピオーネ（『Sotto una buona stella』）
- カルロ・ヴィルズィ（『人間の値打ち』）

### オリジナル歌曲賞
- A' verità - 作曲：フランチェスコ・リッカルド 、ロザリオ。カスタニョーラ、作詞：フランチェスコ・リッカルド 、サラ・タルトゥッフォ、アレッサンドロ・ネルソン・ガローファロ、歌：フランコ・リッカルディ（『僕はナポリタン』）
- I'm Sorry - 作詞・作曲：ジャコモ・ヴァッカイ、歌：ジャッキー・オス・ファーム（『人間の値打ち』）
- A malìa - 作詞・作曲：ダリオ・サンソーネ、歌：Foja（『L'arte della felicità』）
- Tosami lady - 作詞・作曲：サンティ・プルヴィレンティ、歌：ドメニコ・チェンタモーレ（『マフィアは夏にしか殺らない』）
- Smetto quando voglio - 作詞・作曲：ドメニコ・スカルダマーリョ、歌：Scarda（『いつだってやめられる　7人の危ない教授たち』）
- Dove cadono i fulmini - 作詞・作曲・歌：エリカ・モウ（『南部のささやかな商売』[3]）

### 美術賞
- ステファニア・チェッラ（『グレート・ビューティー／追憶のローマ』）
- ジャンカルロ・バジーリ（『Anni felici』）
- マルコ・デンティチ（『狼は暗闇の天使』）
- マルタ・マッフッチ（『カプチーノはお熱いうちに』）
- マウロ・ラダエッリ（『人間の値打ち』）

### 衣装デザイン賞
- ダニエラ・チャンチョ（『グレート・ビューティー／追憶のローマ』）
- マリア・リータ・バルベラ（『Anni felici』）
- アレッサンドロ・ライ（『カプチーノはお熱いうちに』）
- ベッティーナ・ポンティッジャ（『人間の値打ち』）
- クリスティアーナ・リッチェーリ（『マフィアは夏にしか殺らない』）

### メイクアップ賞
- マウリツィオ・シルヴィ（『グレート・ビューティー／追憶のローマ』）
- ダリア・コッリ（『マフィアは夏にしか殺らない』）
- パオラ・ガッタブルージ（『Anni felici』）
- カロリーヌ・フィリポナ（『人間の値打ち』）
- エルマンノ・スペーラ（『カプチーノはお熱いうちに』）

### ヘアスタイリスト賞
- アルド・シニョレッティ（『グレート・ビューティー／追憶のローマ』）
- フランチェスカ・デ・シモーネ（『カプチーノはお熱いうちに』）
- ステファン・デスマレス（『人間の値打ち』）
- マッシモ・ガッタブルージ（『Anni felici』）
- シャリム・サバティーニ（『幸福の椅子』）

### 編集賞
- チェチリア・ザヌーゾ（『人間の値打ち』）
- ジョジョ・フランキーニ（『ミエーレ』）
- パトリツィオ・マローネ（『カプチーノはお熱いうちに』）
- クリスティアーノ・トラヴァリオーリ（『グレート・ビューティー／追憶のローマ』）
- ジャンニ・ヴェッツォージ（『いつだってやめられる　7人の危ない教授たち』）

### 録音賞
- ロベルト・モッツァレッリ（『人間の値打ち』）
- マウリツィオ・アルジェンテリエ（『Anni felici』）
- アンジェロ・ボナンニ（『いつだってやめられる　7人の危ない教授たち』）
- エマヌエーレ・チェチェーレ（『グレート・ビューティー／追憶のローマ』）
- マルコ・グリッロ、ミルコ・パンタッラ（『カプチーノはお熱いうちに』）

### 特殊視覚効果賞
- ロドルフォ・ミリアリ、ルカ・デッラ・グロッタ（Chromatica）（『グレート・ビューティー／追憶のローマ』）
- EDI（『人間の値打ち』）
- パオラ・トリゾリオ、ステファノ・マリノーニ（Visualogie）（『マフィアは夏にしか殺らない』）
- ロドルフォ・ミリアリ （Chromatica）（『いつだってやめられる　7人の危ない教授たち』）
- Palantir Digital（『僕はナポリタン』）

### 長編ドキュメンタリー賞
- Ferma il tuo cuore in affanno（監督：ロベルト・ミネルヴィーニ）
- Dal profondo（監督ヴァレンティナ・ペディチーニ）
- Il segreto（監督：Cyop & Kaf）
- In utero Srebrenica（監督：ジュゼッペ・カッリエーリ）
- L'amministratore（監督：ヴィンチェンツォ・マッラ）
- ローマ環状線、めぐりゆく人生たち Sacro GRA（監督：ジャンフランコ・ロージ）

### 短編映画賞
- 37°4 S（監督：アドリアーノ・ヴァレリオ）
- A passo d'uomo（監督：ジョバンニ・アロイ）
- Bella di notte（監督：パオロ・ズッカ）
- Lao（監督：ガブリエレ・サバティーノ・ナルディス）
- Non sono nessuno（監督：フランチェスコ・セグレ）

### EU映画賞
- あなたを抱きしめる日まで（監督：スティーヴン・フリアーズ）
- イーダ（監督：パヴェウ・パヴリコフスキ）
- アデル、ブルーは熱い色（監督：アブデラティフ・ケシシュ）
- おみおくりの作法（監督：ウベルト・パゾリーニ）
- 毛皮のヴィーナス（監督：ロマン・ポランスキー）

### 外国映画賞
- グランド・ブダペスト・ホテル（監督：ウェス・アンダーソン）
- それでも夜は明ける（監督：スティーヴ・マックイーン）
- アメリカン・ハッスル（監督：デヴィッド・O・ラッセル）
- ブルージャスミン（監督：ウディ・アレン）
- ウルフ・オブ・ウォールストリート（監督：マーティン・スコセッシ）

### ヤング・ダヴィッド賞
- マフィアは夏にしか殺らない La mafia uccide solo d'estate（監督：ピエルフランチェスコ・ディリベルト）
- 人間の値打ち Il capitale umano（監督：パオロ・ヴィルズィ）
- グレート・ビューティー／追憶のローマ La grande bellezza（監督：パオロ・ソレンティーノ）
- Sole a catinelle（監督：ジェンナーロ・ヌンツィアンテ）
- Tutta colpa di Freud（監督：パオロ・ジェノヴェーゼ）

### ダヴィッド特別賞
- ソフィア・ローレン
- マルコ・ベロッキオ
- アンドレア・オッキピンティ
- カルロ・マッツァクラーティ（死後受賞）
- リズ・オルトラーニ（死後受賞）